# 전미 유색인 지위 향상 협회
전미 유색인 지위 향상 협회(全美黑人地位向上協會, 영어: National Association for the Advancement of Colored People, NAACP)는 미국의 민권 단체이다. 1909년 2월 12일에 W. E. B. 듀보이스, 메리 화이트 오빙턴, 무어필드 스토리, 아이다 벨 웰스, 릴리언 월드, 헨리 모스코비츠가 설립하였다. 서굿 마셜, 로이 윌킨스 등이 협회를 이끌었다. 본부는 메릴랜드주 볼티모어에 있다.

## 같이 보기
- NAACP 이미지 어워드